# 알론조 처치
알론조 처치(영어: Alonzo Church, 1903년 6월 14일 - 1995년 8월 11일)는 미국의 컴퓨터 과학자, 수학자, 논리학자, 철학자이다. 컴퓨터 과학의 이론적 기초를 세운 사람 중의 한 명이다.

## 생애
워싱턴 D.C.에서 태어났다. 1924년에 프린스턴 대학교에서 학사 학위를 받고 1927년에는 박사 학위를 받았다. 1929년에 프린스턴 대학교의 수학과 교수가 되었다.
1936년 람다 대수에 관한 논문을 썼고, 여기서 "결정 불가능한 문제"가 존재함을 보였다. 이것은 앨런 튜링의 정지 문제보다 앞선 것이다. (튜링의 경우, 기계적인 방법으로 풀 수 없는 문제가 존재한다는 것을 증명했다.) 훗날 처치와 튜링은 람다 셈법과 튜링 기계가 본질적으로 같은 능력을 가지고 있다는 것을 보였다.
람다 셈법에 관한 처치의 연구는 리스프(LISP)계열의 프로그래밍 언어뿐 아니라 일반적인 함수형 언어 전반에 큰 영향을 끼쳤다.

## 같이 보기
- 고차 논리
- 전체집합
- 잔카를로 로타

## 참고 문헌
- Church, Alonzo; Rosser, J. Barkley (May 1936), “Some properties of conversion”, 《Transactions of the American Mathematical Society》 39 (3): 472–482, JSTOR 1989762.